# Bộ Kỷ (己)
Bộ Kỷ, bộ thứ 49 có nghĩa là "một mình" là 1 trong 31 bộ có 3 nét trong số 214 bộ thủ Khang Hy.
Chữ Tỵ 巳 là chi thứ sáu trong mười hai địa chi tương ứng với con giáp là rắn. Kỷ là can thứ sáu trong mười thiên can.
Trong Từ điển Khang Hy có 20 chữ (trong số hơn 40.000) được tìm thấy chứa bộ này.

## Tự hình Bộ Kỷ (己)

Giáp cốt văn
Kim văn
Đại triện
Tiểu triện

## Chữ thuộc Bộ Kỷ (己)
| Số nét bổ sung | Chữ                             |
| -------------- | ------------------------------- |
| 0              | 己/kỷ/ 已/dĩ/ 巳/tỵ/            |
| 1              | 巴/ba/                          |
| 4              | 巵/chi/                         |
| 5              | 巶/chiêu/                       |
| 6              | 巷/hạng/ 巸/sĩ/ 巹/cẩn/ 巺/tốn/ |
| 7              | 巼                              |
| 9              | 巽/tốn/                         |